# Ołtarz Paumgartnerów
Ołtarz Paumgartnerów – dzieło Albrechta Dürera, malarza niemieckiego gotyku i renesansu.

## Charakterystyka
W obecnej postaci zostało namalowane w trzech fazach; skrzydła boczne w roku 1498, część środkowa po roku 1503, zaś modlące grupy postaci fundatorów w XVII wieku. Tryptyk pełnił funkcję retabulum ołtarzowego dla kościoła Św. Katarzyny w Norymberdze. Zleceniodawcami byli bracia Stefan i Lukas Paumgartnerowie, od których wywodzi się nazwa dzieła. Zamówienie i ofiarowanie tryptyku kościołowi Św. Katarzyny prawdopodobnie było dziękczynieniem za szczęśliwy powrót Stephana Paumgartnera z pielgrzymki do Jerozolimy w roku 1498. Zakupiony w 1613 roku przez Maksymiliana I Bawarskiego, odtąd był w posiadaniu książąt Bawarii. Obecnie prezentowane jest w Starej Pinakotece w Monachium.

## Opis
Dzieło to jest tryptykiem z obrazem środkowym i parą skrzydeł ruchomych dwustronnie malowanych. Zamknięty prezentuje zachowaną fragmentarycznie scenę Zwiastowania oraz postaci świętych Dziewic Barbarę i Katarzynę. Otwarty ołtarz prezentuje w polu środkowym Boże Narodzenie, na awersach skrzydeł święci Jerzy oraz Eustachy ukazani jako chrześcijańscy rycerze o których wspomina Złota Legenda. Obaj trzymają w prawych dłoniach sztandary o dynamicznie rozwianych płachtach; czerwonym krzyżem na białym tle oraz głową jelenia z małym krucyfiksem (odniesienie do wątku kiedy Eustachemu objawił się podczas polowania jeleń, a na jego głowie ukrzyżowany Chrystus). Ponadto święty Jerzy w lewej dłoni trzyma pokonanego smoka. Siedemnastowieczny manuskrypt informuje iż skrzydła boczne zostały namalowane już w 1498, zgodnie z zapisem w Kronice Norymberskiej Jerzy i Eustachy patronowali fundatorom ołtarza, co więcej obaj święci rycerze mają rysy twarzy Stephana i Lukasa Paumgartnerów.
Na podstawie analizy stylu przedstawienie Bożego Narodzenia powstało później niż skrzydła boczne, prawdopodobnie w roku 1502 lub nieco później. Drobna postać Dzieciątka Zbawiciela jest adorowana przez grono aniołków. Po bokach Chrystusa Józef i Maria w żywych pozach, gestach oraz rozwianych szatach o dynamicznych fałdach. Józef o sędziwym wieku spogląda wzrokiem kontrolując zaistniałą sytuację, podczas gdy Maria skupiona jest na adoracji Dzieciątka. W głębi, za Świętą Rodziną, zmierzają do stajenki dwaj pasterze. Jeden z nich spogląda zza muru po lewej stronie, zaś w budynku z parą półkolistych arkad wspartych na romańskich kolumnach osioł i wół. Podniszczona stajenka przypomina w swojej formie budynek pałacowy, który jest głównym elementem kompozycyjnym, artysta skorzystał tu z doświadczeń rozwijającej się sztuki renesansowej, której znajomość wyniósł z podróży do Wenecji. W głębi widoczny jest rozległy pagórkowy pejzaż z domem i licznymi drzewami. Scena Bożego Narodzenia cechuje się bogatą, wyszukaną gamą barw, chociaż na pierwszy rzut oka tworzy monochromatyczną całość, z której wyłaniają się dwa silne akcenty barwne: intensywny cynober szat Józefa i ciemny błękit szat Marii. W błękicie jasnego nieba (co jest wbrew tradycyjnej wizji Narodzin Pańskich wieczorem) widoczny jest anioł zwiastujący pasterzom narodziny Chrystusa.
W narożach centralnego obrazu widoczne są modlące postaci ukazane w nienaturalnej wielkości. Są to przedstawiciele rodziny Paumgartnerów, których tożsamość podkreślają herby. Postaci te zostały domalowane w XVII wieku. Po lewej stronie za Józefem męscy przedstawiciele rodziny; Martin Paumgartner, następnie jego dwaj synowie Lukas i Stephan oraz Hans Schönbach, drugi mąż Barbary Paumgartner. W głębi po prawej stronie Barbara Paumgartner (z rodu Volckamer), wraz z córkami Marią i Barbarą. W roku 1988 dzieło zostało poważnie zniszczone przez wandala, który uszkodził także inne dzieła Dürera – Opłakiwanie Chrystusa i centralny obraz tryptyku siedmiu Boleści Marii. Prace restauratorskie dwóch pierwszych z tych dzieł ukończono jeszcze w roku zniszczenia.